# Franz Comploi
Franz Comploi (* 2. Dezember 1954) ist ein italienischer Organist und Musikpädagoge.
Er studierte am Mozarteum und an der Universität Salzburg Schulmusik, erwarb die Klavier-Lehrbefähigung und schloss mit dem Konzertdiplom für Orgel ab. Zusätzliche Ausbildung erhielt er bei Nikolaus Harnoncourt in Aufführungspraxis Alter Musik und bei Kenneth Gilbert (Cembalo). Ferner studierte er noch Musikwissenschaft und Romanistik. 
Seine vielfältige musikalische Aktivität führt ihn als Solist in verschiedene Länder Europas und Amerikas. Er ist als Komponist von Chormusik, Liedern und dem Oratorium Maria tla Revelaziun, als Chorleiter in Salzburg und Brixen, und als Juror bei internationalen Wettbewerben tätig. Darüber hinaus publiziert er über Musik und Rhetorik und in jüngerer Zeit verstärkt über musikpädagogische Themen. Von 1988 bis 2005 war er Lehrbeauftragter für Orgel und Orgelimprovisation am Salzburger Mozarteum. Seit 1999 ist er Domorganist am Dom von Brixen und zudem seit 2004 Professor an der Fakultät für Bildungswissenschaften der Freien Universität Bozen-Brixen. 2008 wurde er zum Dekan der Fakultät für Bildungswissenschaften der Freien Universität Bozen-Brixen gewählt. Zudem ist er künstlerischer Leiter des Daniel Herz Orgelwettbewerbes in Brixen.

## Gremien
- langjährige Mitgliedschaft in Studienkommissionen am Mozarteum in Salzburg und diözesanen Musikkommissionen
- seit 2003 Mitglied des Direktoriums des Ladinischen Pädagogischen Institutes in Bozen
- seit 2004 im Verwaltungsrat des Institutes für Musikerziehung in deutscher und ladinischer Sprache der Autonomen Provinz Bozen-Südtirol

## Werke (Auswahl)
- als Autor
  - Musik und Rhetorik, insbesondere bei Johann Sebastian Bach. Hochschule Mozarteum, Salzburg 1982 (Diplomarbeit).
  - Ein einziger Herzensschrei nach dir. In: Annemarie Augschöll (Hrsg.): Geschlechter interdisziplinär betrachtet. Lang, Frankfurt/M. 2004, ISBN 3-631-52668-7,
  - Legitimation und Begründung musikalischer Frühförderung. Rondoverlag, Zürich 2004.

- als Herausgeber:
  - Musica viva. Beiträge zur Musikerziehung.
  - Opuscula Brixinensia. Weger, Brixen 2004 ff.